# Курамаэ (станция)
Станция Курамаэ (яп. 蔵前駅 курамаэ эки) — железнодорожная станция на линиях Оэдо  и Асакуса расположенная в специальном районе Тайто, Токио. Станция обозначена номером E-11 на линии Оэдо и A-17 на линии Асакуса. На станции установлены автоматические платформенные ворота.

## Планировка станции
Линия Асакуса —
2 платформы бокового типа и 2 пути.
Линия Оэдо —
1 платформа островного типа и 2 пути.
| 1 | ○ Линия Асакуса | Нихонбаси, Сэнгакудзи, Ниси-Магамэ, Аэропорт Ханэда, Мисакигути |
| 2 | ○ Линия Асакуса | Осиагэ, Аото, Аэропорт Нарита, Инба-Нихон-Идай, Сибаяма-Тиёда   |
| 1 | ○ Линия Оэдо    | Иидабаси, Тотёмаэ                                               |
| 2 | ○ Линия Оэдо    | Рёгоку, Даймон                                                  |

## Близлежащие станции

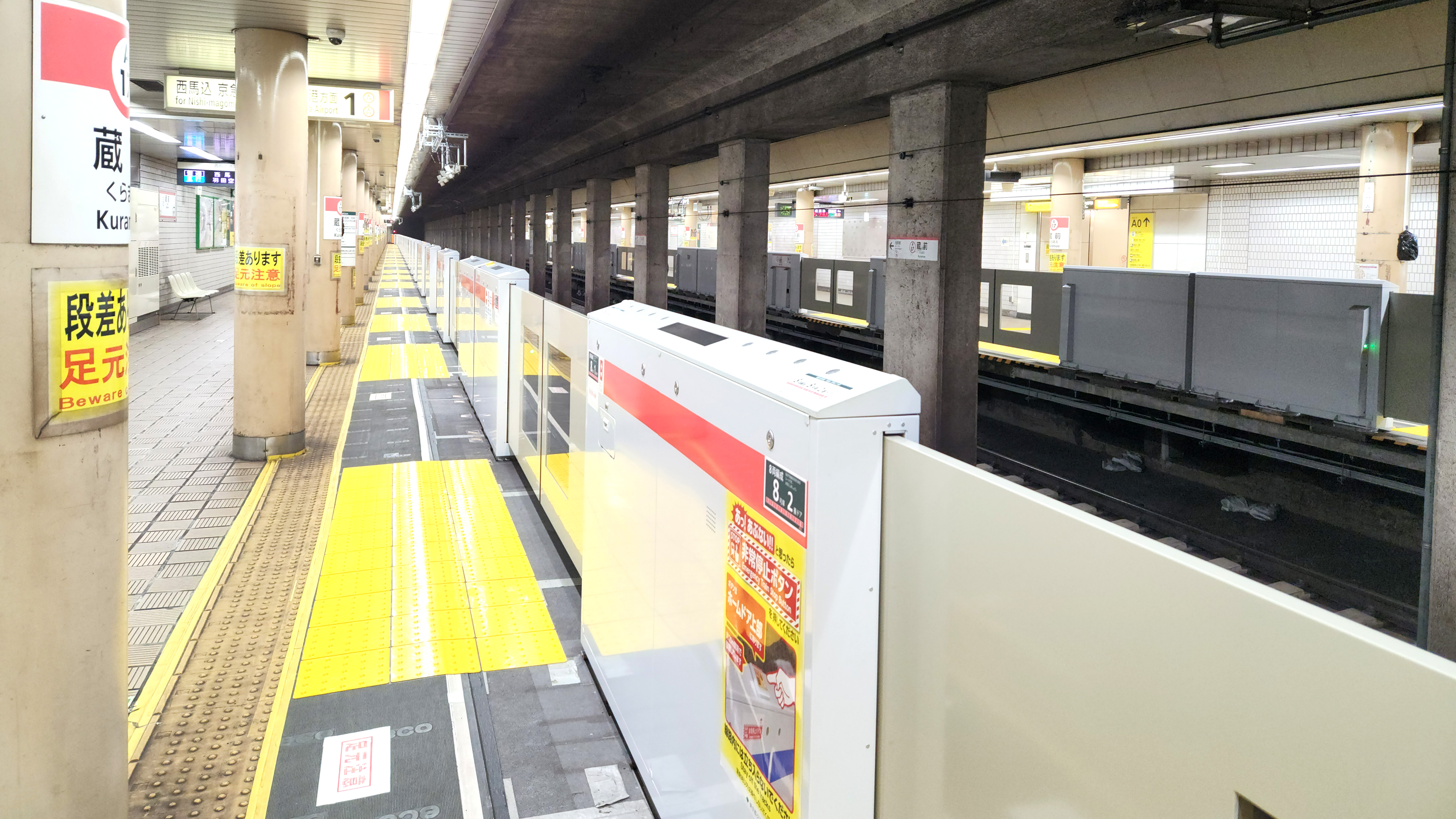
Платформы линии Асакуса.

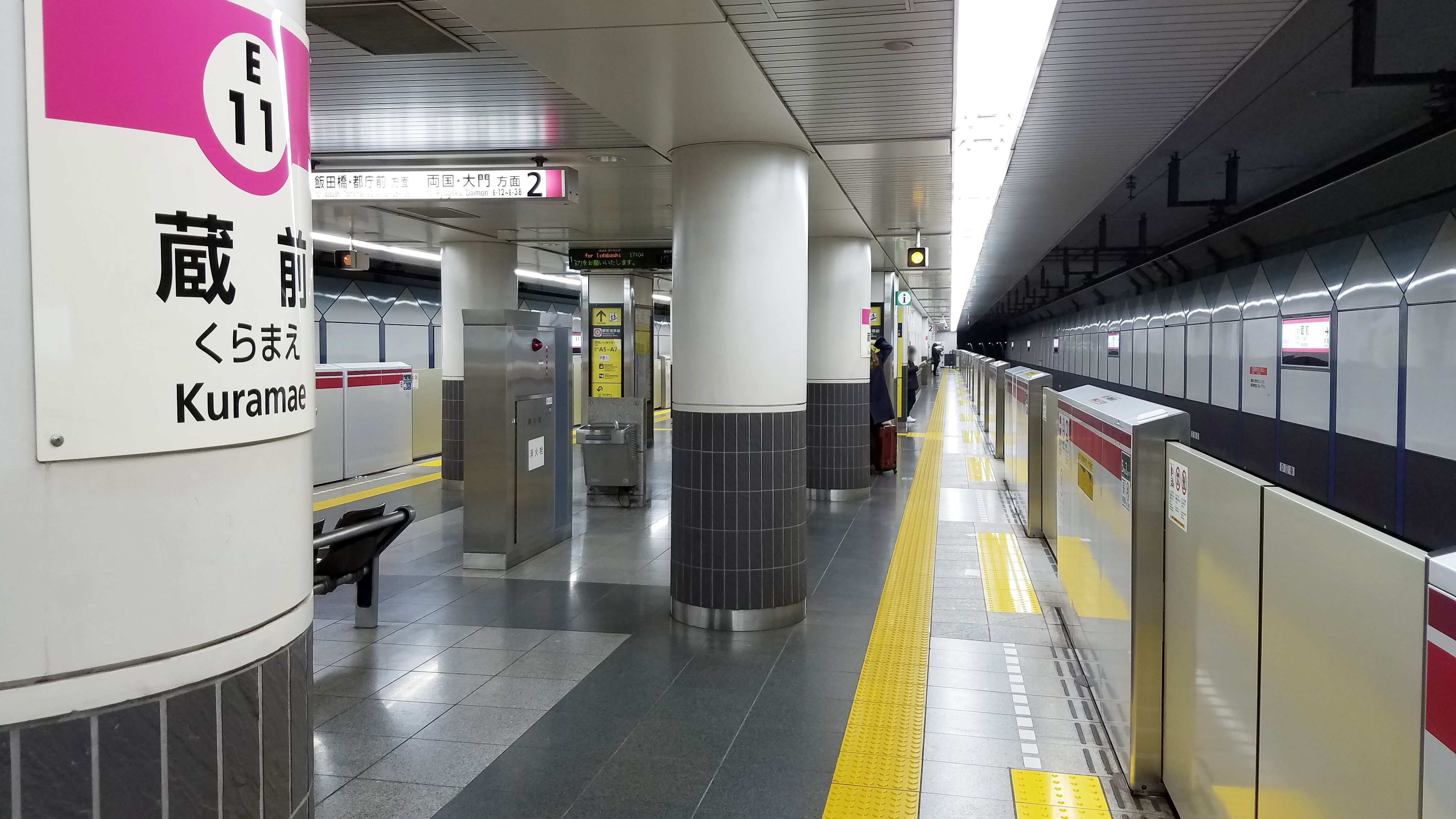
Платформа линии Оэдо.

| «                                     | «                    | Вид обслуживания                                               | »              | »              |
| Линия Асакуса                         | Линия Асакуса        | Линия Асакуса                                                  | Линия Асакуса  | Линия Асакуса  |
| ------------------------------------- | -------------------- | -------------------------------------------------------------- | -------------- | -------------- |
| Асакусабаси (A-16)                    | Асакусабаси (A-16)   | Local Express Rapid Commuter Express Ltd. Exp. Rapid Ltd. Exp. | Асакуса (A-18) | Асакуса (A-18) |
| Airport Ltd. Exp.: не останавливается |                      |                                                                |                |                |
| Линия Оэдо                            |                      |                                                                |                |                |
| Син-Окатимати (E-10)                  | Син-Окатимати (E-10) | -                                                              | Рёгоку (E-12)  | Рёгоку (E-12)  |